# 东疆红景天
东疆红景天（学名：Rhodiola telephioides）为景天科红景天属的植物，是中国的特有植物。分布于中国大陆的新疆等地，生长于海拔2,700米的地区，常生长在多石山坡，目前尚未由人工引种栽培。